# Partit Nacional (Sud-àfrica)
El Partit Nacional (Nasionale Party (afrikaans) o National Party (anglès) - NP) era un partit polític de Sud-àfrica. Al segle xx va ser l'expressió política del nacionalisme afrikàner. El 1948, dirigit per Daniel Malan, va ser l'instrument de la presa de poder i de la implantació del sistema d'apartheid abans d'abolir-lo el 1991.